# 김윤경 (언어학자)
김윤경(金允經, 1894년 6월 9일~1969년 2월 3일)은 일제강점기의 교육인, 독립운동가 출신 대한민국의 언어학자이다. 호(號)는 한결, 본관은 경주(慶州)이다.

## 생애
그는 1894년 6월 9일 조선의 경기도의 광주군 출생으로, 경성부의 연희전문학교 문과 학사 졸업을 거쳐, 일본 도쿄 릿쿄 대학교 사학부 사학과를 학사 졸업하였다. 귀국 후 배화여학교·정신여학교 등에서 교편을 잡았으며, 1941년 9월부터 연희전문학교 교수 등을 지내다가 1942년 조선어학회 사건으로 인하여 검거된 후, 1945년 광복(을유 해방)될 때까지 옥살이를 하였다. 1945년 을유 광복 후 조선어학회 상무 이사가 되었으며, 1948년 2월부터 1959년 2월까지 연희대학교(훗날의 연세대학교)의 국어국문학과 교수 등을 거쳐 1959년 2월 이후부터 연세대학교 국어국문학과 명예교수, 1960년 8월 이후부터 한양대학교 국어국문학과 석좌교수, 1961년 2월부터 1962년 2월까지 한양대학교 문리과대학 학장 등을 지냈으며, 1962년 8월부터 1963년 8월까지 연세대학교 대학원장 등을 지냈다. 1963년 10월에 문화 훈장을 수여받은 그는 평생을 한글 연구와 후배 양성에 일생을 바쳤다. 주요 저서로는 《조선 문자 및 어학사》, 《나라말본》, 《용비어천가 강의》 등이 있다. 사후에 건국포장이 추서되었다.